# Tuckermannopsis orbata
Tuckermannopsis orbata är en lavart som först beskrevs av William Nylander och fick sitt nu gällande namn av M. J. Lai. 
Tuckermannopsis orbata ingår i släktet Tuckermannopsis och familjen Parmeliaceae. Inga underarter finns listade i Catalogue of Life.

## Källor

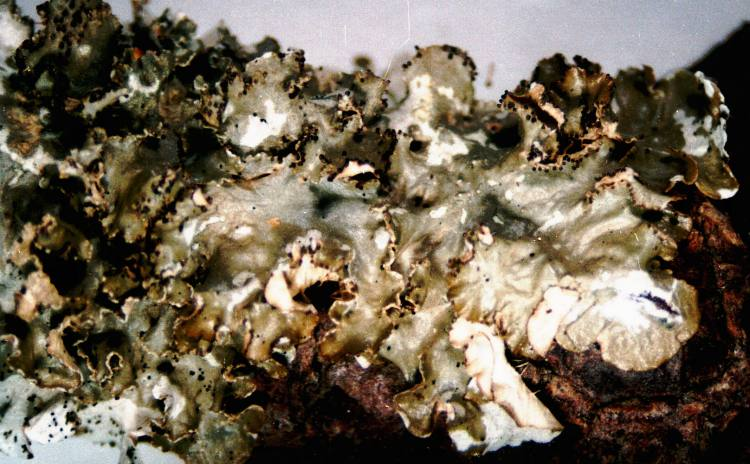
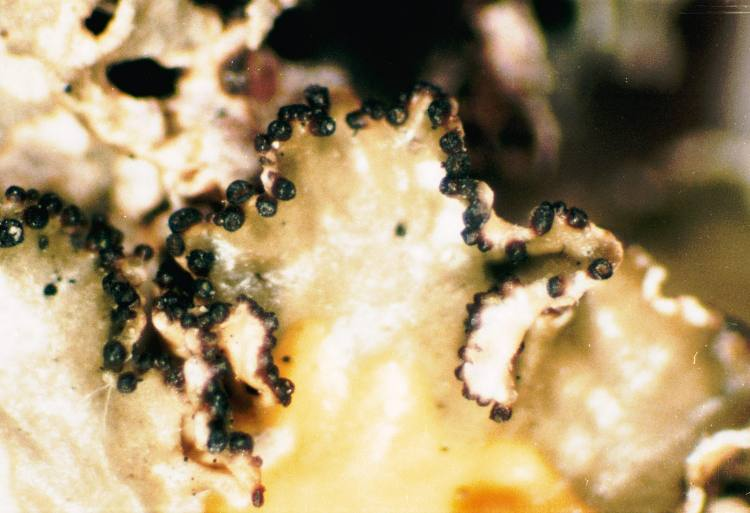
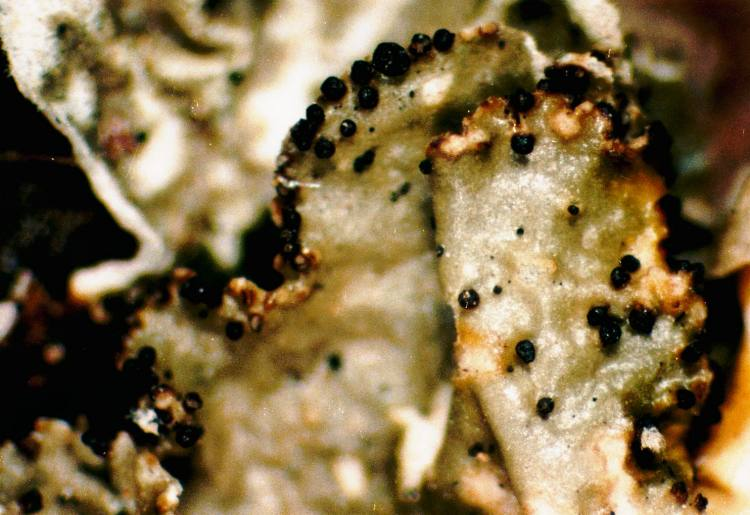
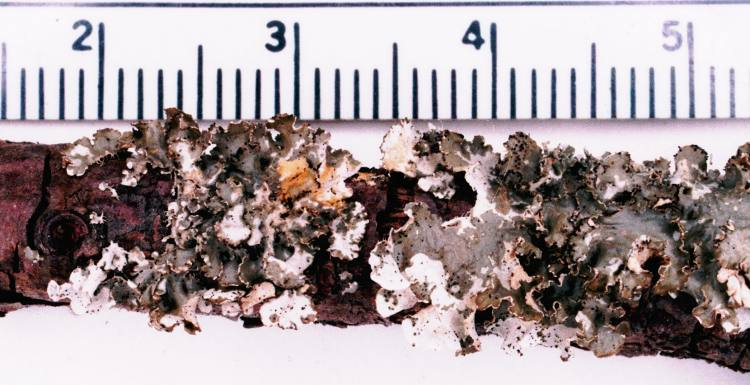